# Persuasión coercitiva
La persuasión coercitiva es un tipo de acto deliberado de una persona o grupo en influir en las actitudes o conductas de otros, apoyándose en el uso de algún tipo de fuerza, con el objeto de alcanzar un fin preestablecido. La persuasión coercitiva se trataría de un concepto psicológico académico en el que engloba actividades de persuasión que pudieran ejercer personas o grupos contra individuos. La persuasión coercitiva es el ejercicio de la persuasión respaldado en el uso de la fuerza como recurso para su consecución.

La persuasión coercitiva también ha sido definida por Carlos Bardavío, abogado y autor experto en sectas, de la siguiente forma:
La persuasión coercitiva es una dinámica que restringe, elimina o anula la capacidad de formar libremente la voluntad de actuar en general mediante técnicas que, aunque individualmente consideradas pueden ser cotidianas o neutras, administradas con cierta frecuencia, intensidad, alternativa o acumulativamente pueden crear en la víctima un grado tal de sometimiento, si bien imperceptible, sutil, progresivo e indirecto, que se asimila al concepto normativo de violencia mediante una forma que, más que incapacitar la voluntad endógena (psíquica), restringe, elimina o anula la capacidad exógena, esto es, el horizonte de expectativas (alternativas de comportamiento) que le ofrece el Sistema social y de Derechos fundamentales. En este sentido, la persuasión coercitiva produce una distorsión de la imputabilidad/exigibilidad más acusadamente en un grupo corrompido como sucede en algunas sectas coercitivas o, como señala gráficamente Polaino Navarrete, «(p)orque no sólo exige concretar el reparto de «la tarta» en que consiste el delito llevado a cabo en el seno de una organización embarullada y subrepticia (es decir: una cuestión ad extra, la relación de todos los intervinientes entre sí), sino también el fundamento de responsabilidad de la propia organización delictiva (o sea: una cuestión ad intra, la propia organización como delito). O, para decirlo con las acertadas palabras de Ernst-Joachim Lampe, la delimitación entre el «injusto sistémico» y el «sistema de injusto».
Por otro lado, como comenta José Miguel Cuevas-Barranquero, autor psicólogo clínico y social, pese al parecido del concepto con el término de lavado de cerebro, el término persuasión coercitiva ha ido teniendo mayor trascendencia en la investigación psicológica. El término lavado de cerebro, por su característica polarizada y absolutista, no es un término completamente preciso en referencia al acontecimiento psicológico. Algunos académicos prefieren separar el concepto de lavado de cerebro con el de otros términos psicológicos más precisos como el de persuasión coercitiva, manteniendo el primero únicamente para el uso típico en la cultura de su acepción genérica.

### En relación con entornos sectarios
Un rasgo característico de las sectas es su uso de tácticas de persuasión, o la creación de déficits en la socialización, que se asemejan en términos legales al delito de coacción. En relación con la persuasión coercitiva, la mayoría de las personas afectadas por sectas, a menudo acusadas de complicidad, argumentan que no eran conscientes de la verdadera naturaleza del trasfondo de donde se metían. Esta confusión personal se ha denominado persuasión coercitiva, tratándose de la sumisión que contradice la propia conciencia. Debido a esta contradicción interna, se presentan desafíos para probar la existencia de una persuasión que fue desconocida en su momento.
Los expertos han identificado que los vínculos con sectas pueden dar lugar a dificultades emocionales dependiendo de la intensidad y gravedad de la coerción experimentada. Estas dificultades, sin embargo, no siempre son evidentes ni universales. El Manual diagnóstico y estadístico de los tastornos Mentales (DSM-V-TR) de la Asociación Estadounidense de Psiquiatría reconoce varios trastornos de personalidad que suelen surgir en individuos expuestos a la coerción en sectas. Estos incluyen el síndrome de Estocolmo, el síndrome de adoctrinamiento sectario y el síndrome post-sectario. Estos síndromes abarcan una serie de trastornos de personalidad presentes en el DSM-V-TR, como la psicosis reactiva esquizoafectiva, el trastorno disociativo atípico, el trastorno psicótico compartido (también conocido como trastorno delirante inducido), la ansiedad inducida, el trastorno por estrés postraumático, los trastornos del estado de ánimo, y el trastorno depresivo mayor recurrente, entre otros. Incluso se ha notado que los niños que han estado involucrados en sectas coercitivas pueden experimentar síntomas parecidos a los sufridos en situaciones extremas, como el síndrome de supervivencia en campos de concentración. Además, ciertos exmiembros también pueden enfrentar trastornos como la psicosis postsecta, que incluye la paranoia y sentimientos de culpa.
De todas formas, el trastorno más frecuente entre las personas sometidas a coerción persuasiva intensa parece ser el síndrome disociativo atípico. Este síndrome implica un cambio repentino y drástico en los valores de la persona afectada, a menudo adoptando las respuestas del grupo o la relación, en lugar de las propias. Puede llevar a un afecto cerrado y limitado, la supresión de emociones espontáneas y, en casos graves, a trastornos psicopatológicos como la disociación, la obsesión y las alucinaciones. Este trastorno se asemeja al síndrome de la mujer maltratada y al trastorno por estrés postraumático en situaciones de violencia de género.

### En relación con la ley
Ahora mismo, el delito de Persuasión Coercitiva no existe explícitamente en el código penal, aunque la Sentencia de la Audiencia provincial de Pontevedra, en un caso llamado de los "Miguelianos" (Orden religiosa acusada de secta coercitiva) cita a Carlos Bardavío como autor respecto al concepto de persuasión coercitiva. Existen personas como Patricia Aguilar, que fue víctima de una secta sexual en Perú, manipulada hasta el punto de conseguir abandonar a su familia solo una semana después de cumplir 18 años para ir a Perú convencida de que había sido elegida para repoblar el mundo junto al gurú de la secta con la inminente llegada de un apocalipsis. Ella comenta que dada la complejidad de perseguir este tipo de delitos en España, luchan también por una reforma de la legislación para que se tipifique explícitamente el delito de Persuasión Coercitiva en el Código Penal.También existen asociaciones como RedUNE que han solicitado tipificar el delito de Persuasión Coercitiva.